# Kallahalli, Hagaribommanahalli
Kallahalli là một làng thuộc tehsil Hagaribommanahalli, huyện Bellary, bang Karnataka, Ấn Độ.